# 蓋勒特酒店
蓋勒特酒店（匈牙利語：Gellért Szálló）是匈牙利布達佩斯多瑙河右岸的一家酒店，外觀為新藝術運動風格。

## 歷史
蓋勒特酒店最初名為「聖蓋勒特酒店」，在1912年開工修建，酒店名稱取自於匈牙利在11世紀的第一位主教聖蓋勒特。當時酒店有176個房間，由匈牙利建築家阿明·赫格杜斯、阿圖爾·塞巴斯蒂安、伊茲多爾·斯特克設計。酒店工程因第一次世界大戰而遲延，直到1918年9月才開業。當時正逢一戰結束和奧匈帝國解體的混亂時期。1919年匈牙利蘇維埃共和國倒台後，這座酒店被匈牙利政府徵用。匈牙利獨立之後，這座酒店曾經生意興隆，並在1927年擴建了60個房間和一個波浪泳池。著名匈牙利餐廳經營者卡羅伊·貢德勒在1927年接手經營酒店的餐廳。1934年，酒店添加了按摩浴缸。
第二次世界大戰期間，聖蓋勒特酒店遭到嚴重破壞。共產黨政府在戰後刪除了酒店名的「聖」字，將其更名為蓋勒特酒店。酒店在蓋勒特山一側的部分在1946年開始修復，多瑙河一側的主要部分在1957年開始修復。修復工程在1962年竣工。1973年，酒店再次進行翻新。1981年，多瑙河酒店接手酒店經營。多瑙河酒店在1992年私有化，並在1996年6月收購酒店。
2023年12月文華東方酒店集團宣布，接管位於匈牙利布達佩斯蓋勒特酒店（GellértHotel），酒店將進行翻新工程並於2027年完工，工程完成後酒店將命名為文華東方蓋勒特酒店（Mandarin Oriental Gellert）。

## 蓋勒特浴場
蓋勒特酒店以其的Spa而著稱。和酒店相連的蓋勒特浴場是一個頗為特別的景點，擁有室內和露天游泳池、波浪浴池、日光浴露台和水療設施。雖然蓋勒特浴場並不由蓋勒特酒店所有，但在酒店住宿的遊客可享用優惠價。

## 在娛樂作品中的出場
德國樂團Maxx歌曲《You Can Get It》的音樂錄影帶於1994年在蓋勒特酒店拍攝。
2015年法國電影《錦標賽》、2018年義大利電影《五星聖誕節》、美國電影《紅雀》均在蓋勒特酒店拍攝。此外亦有多部電影在這裡拍攝。

## 畫廊

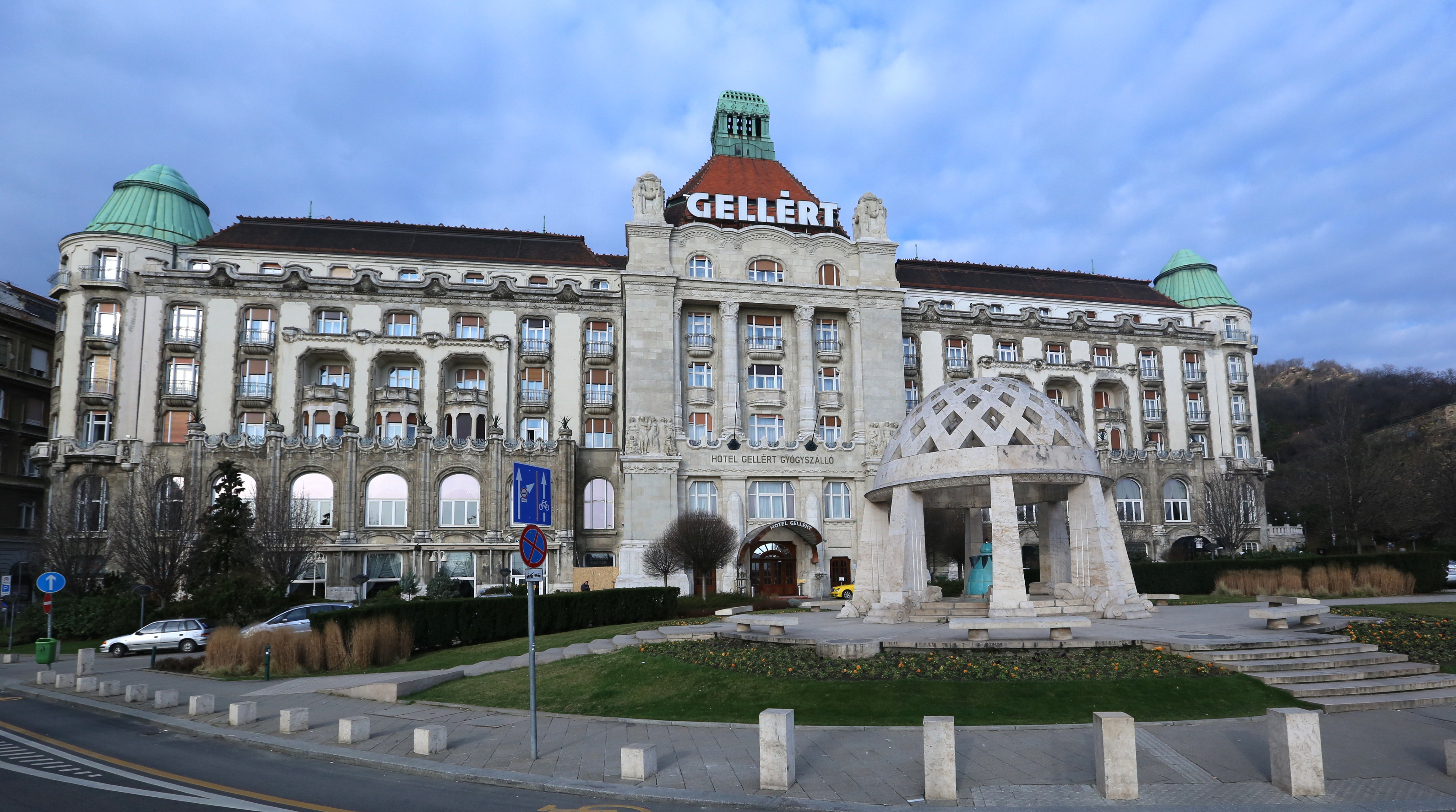
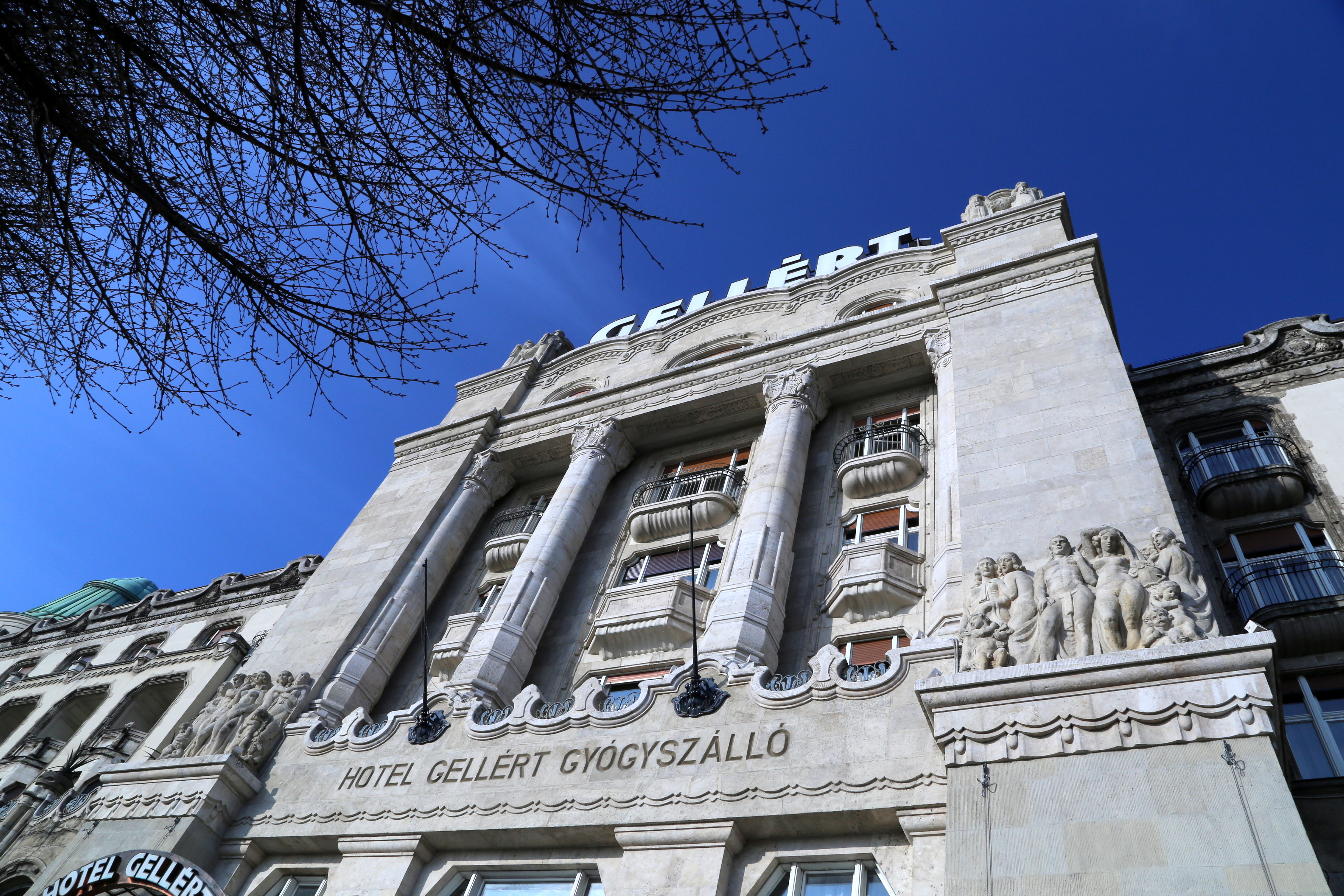
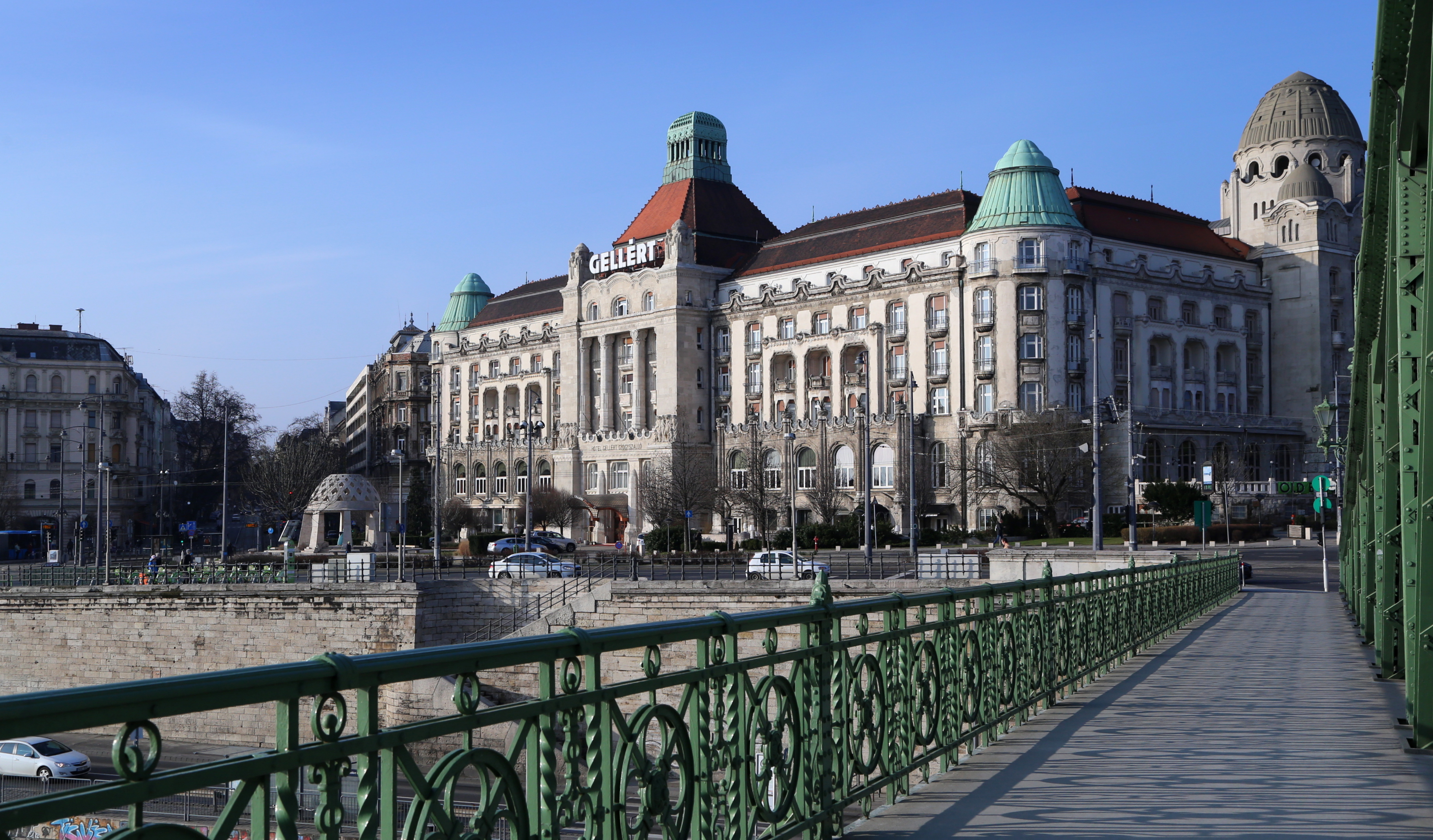
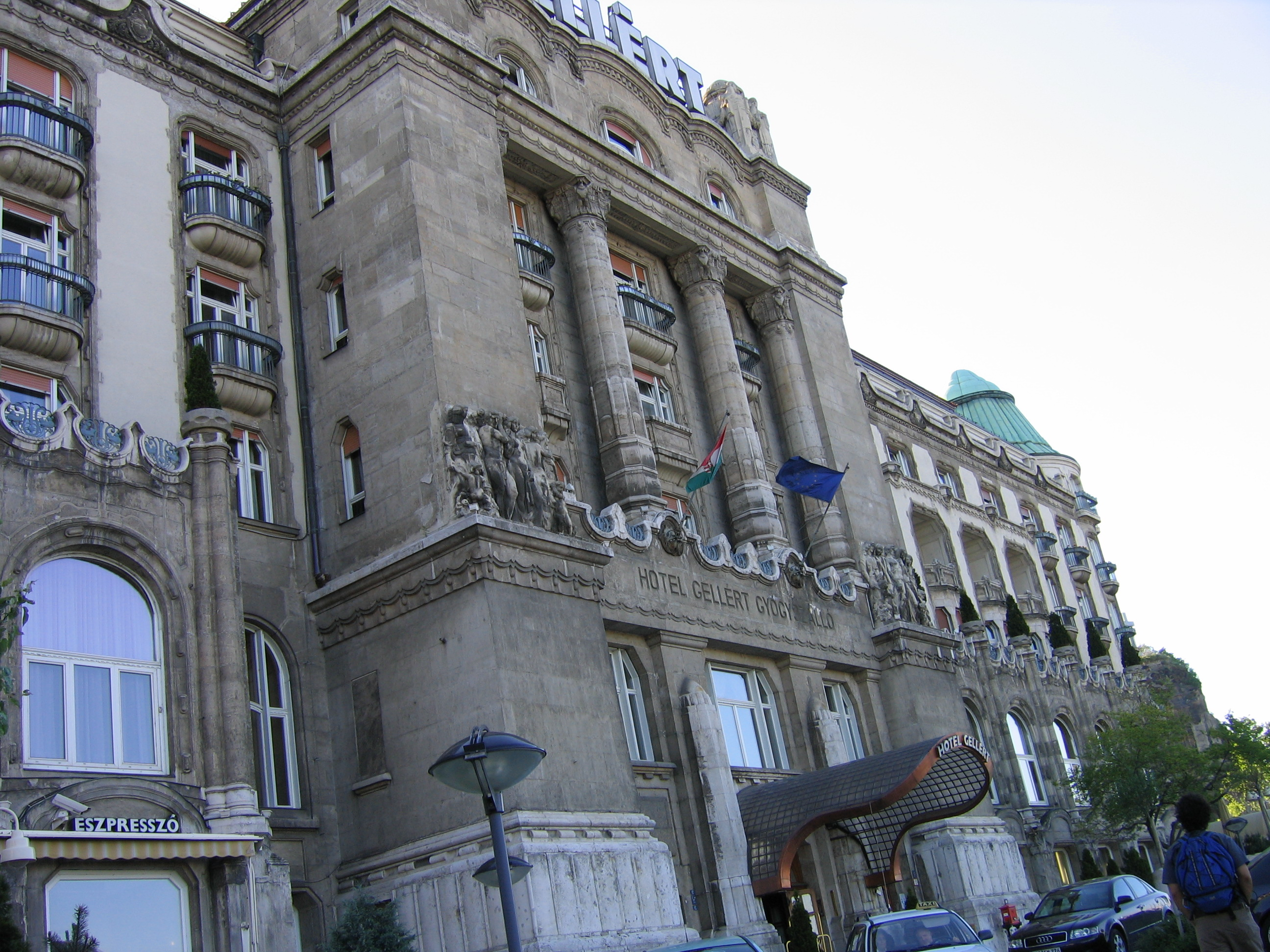
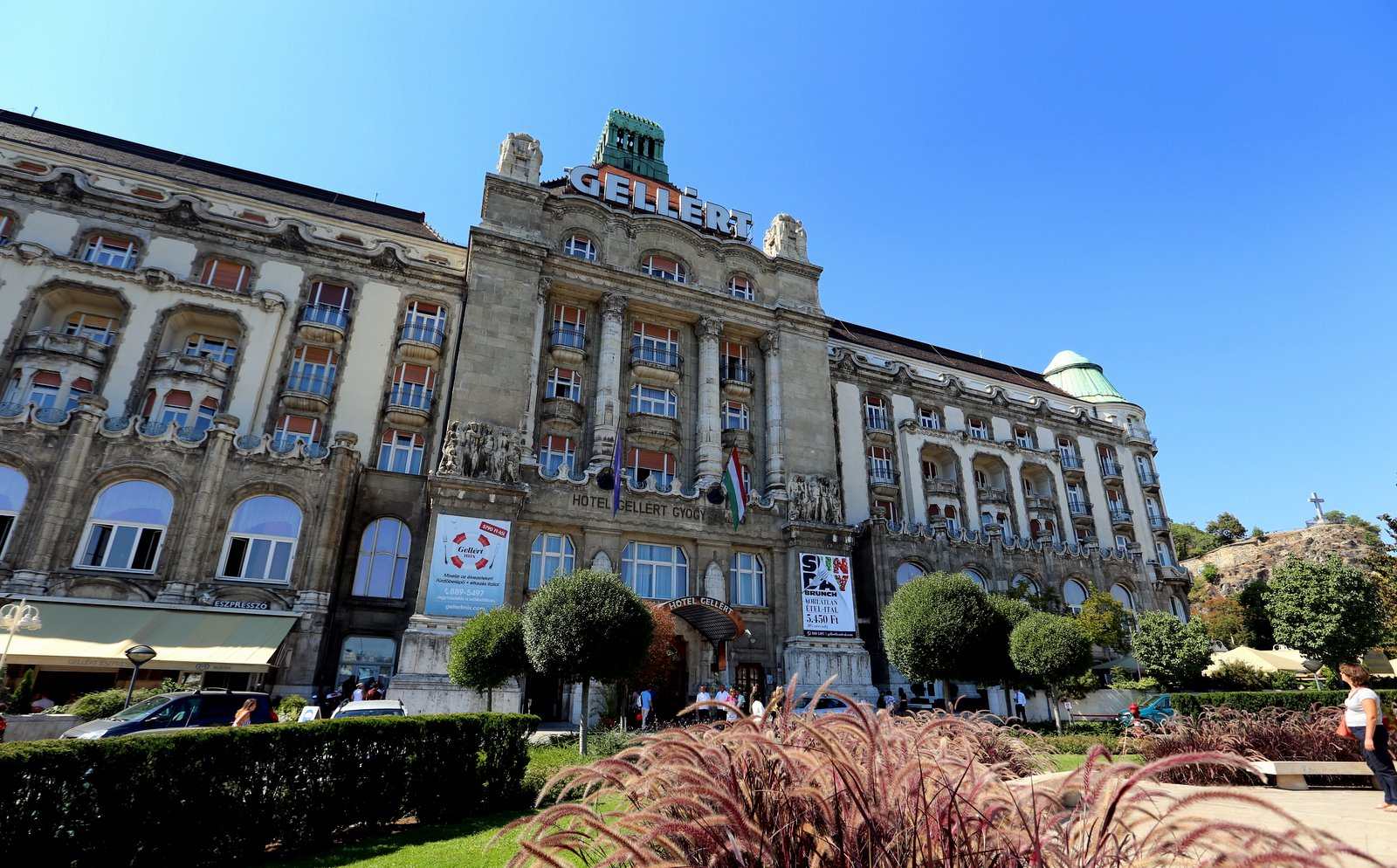
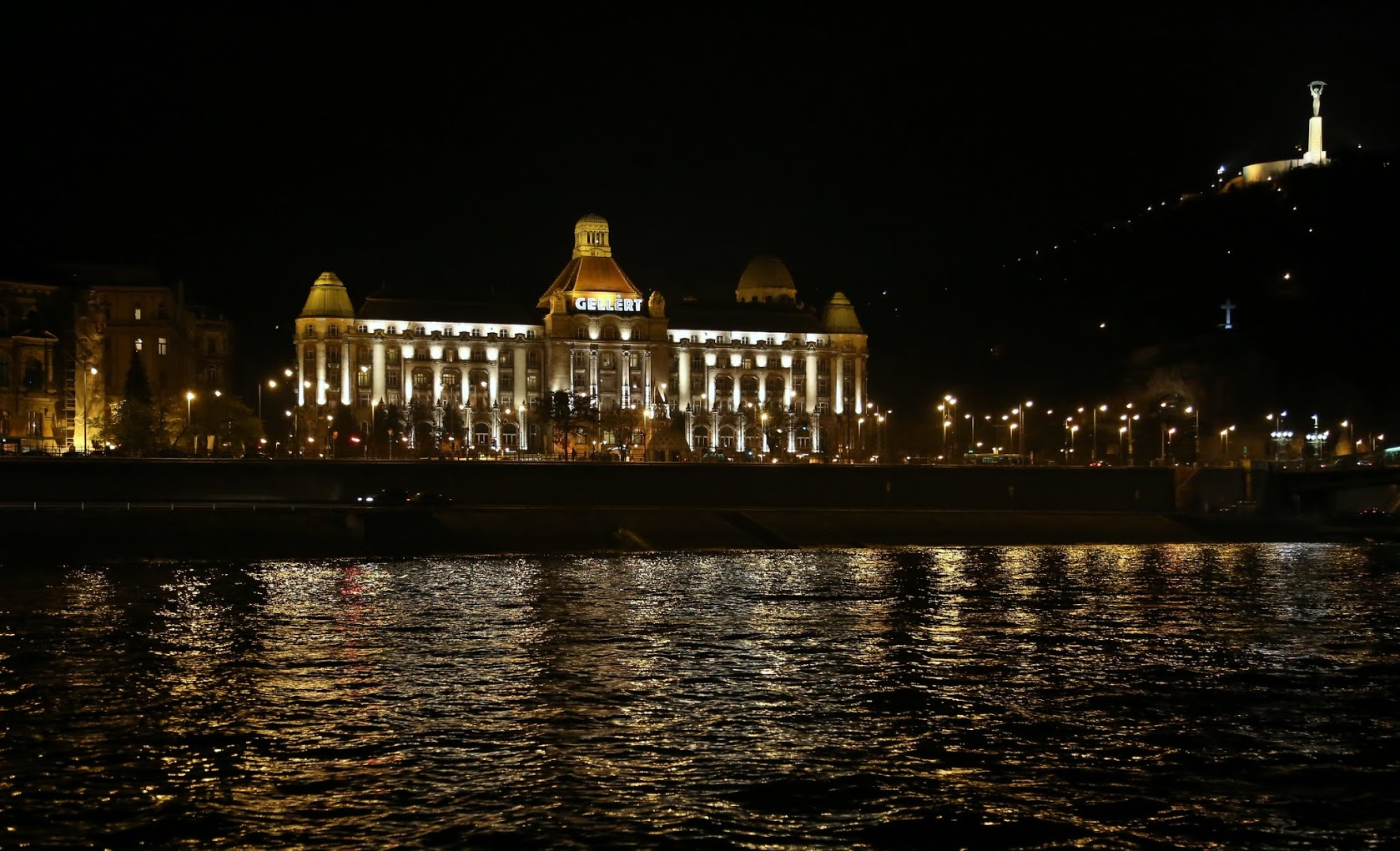
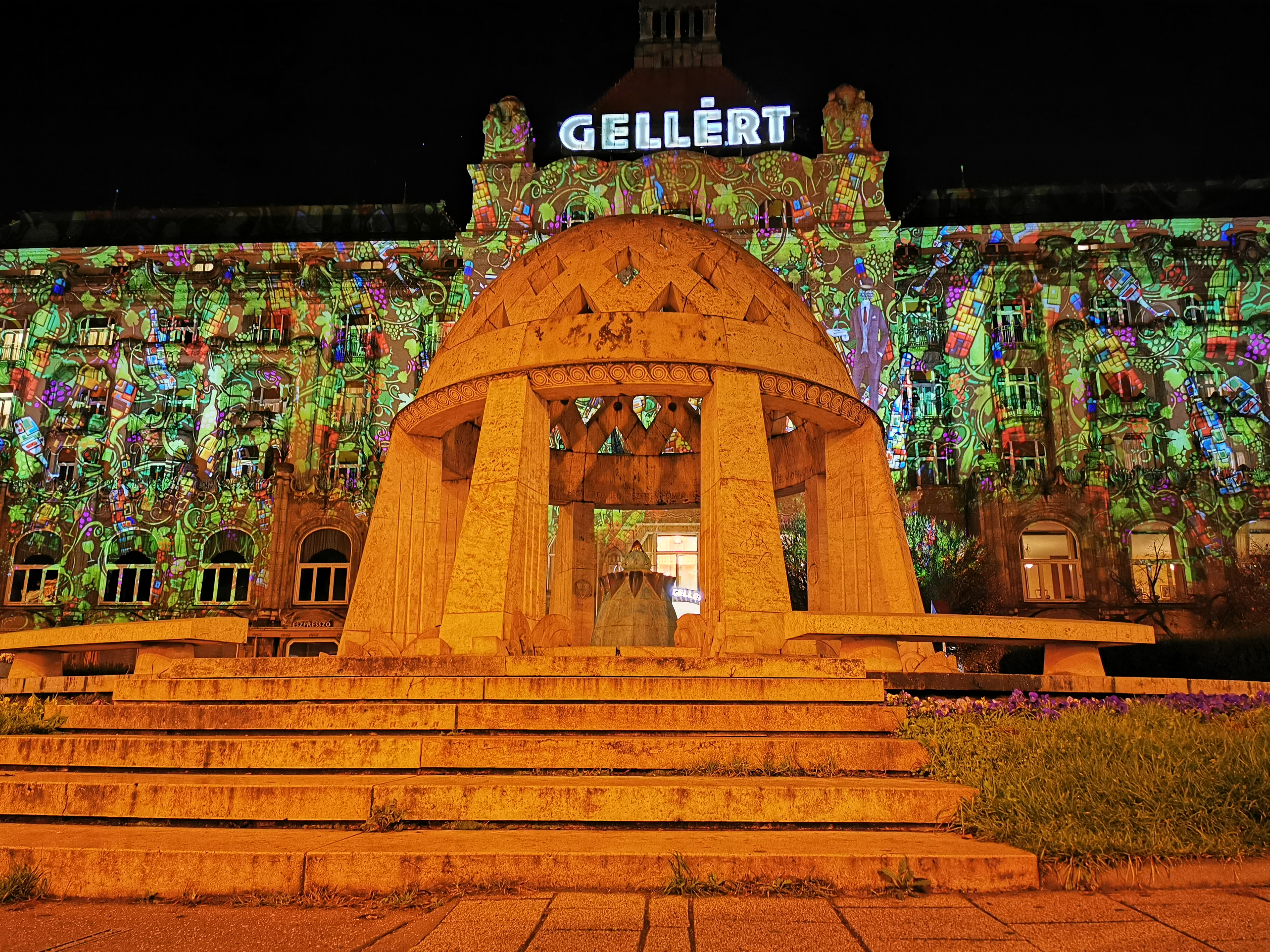
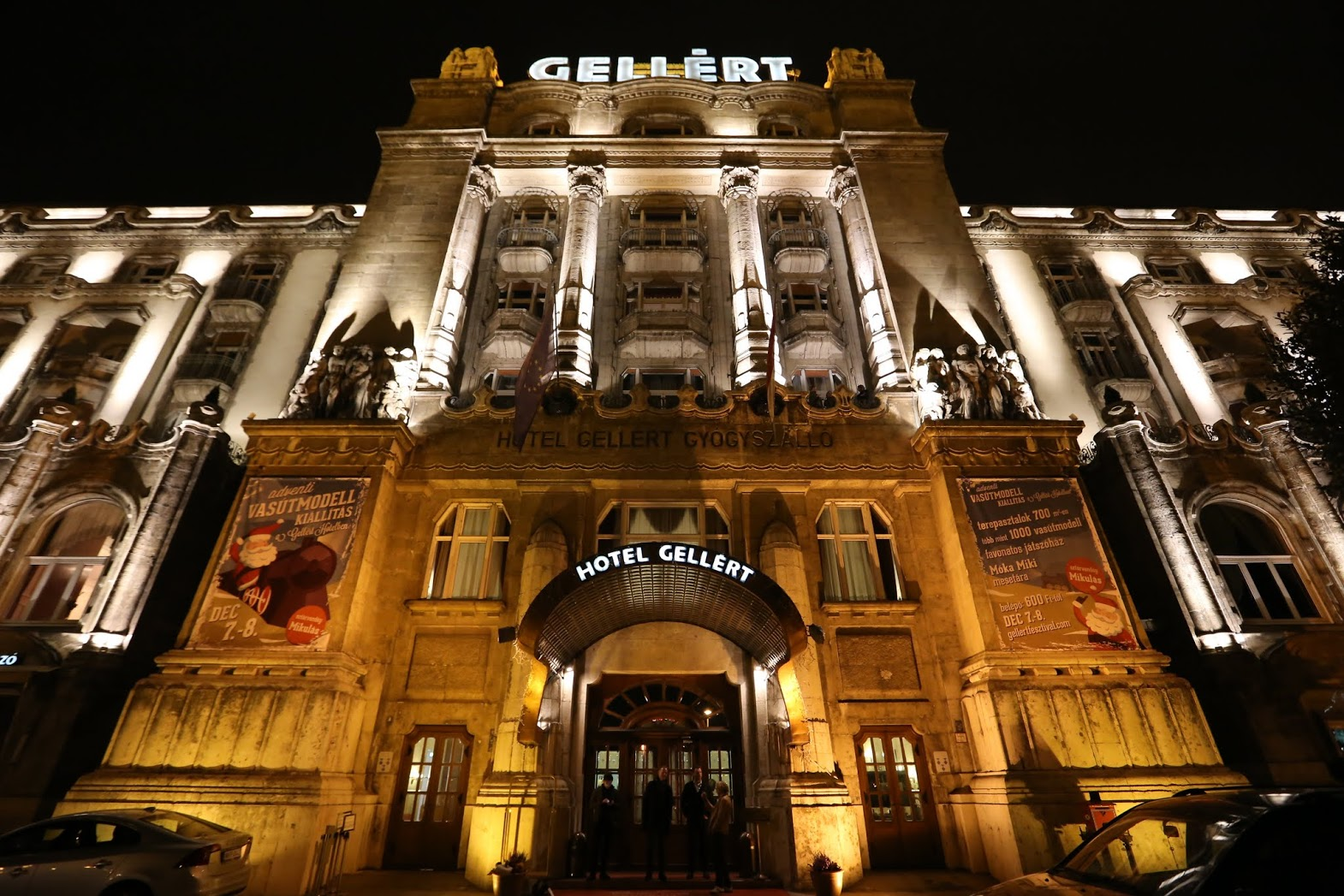
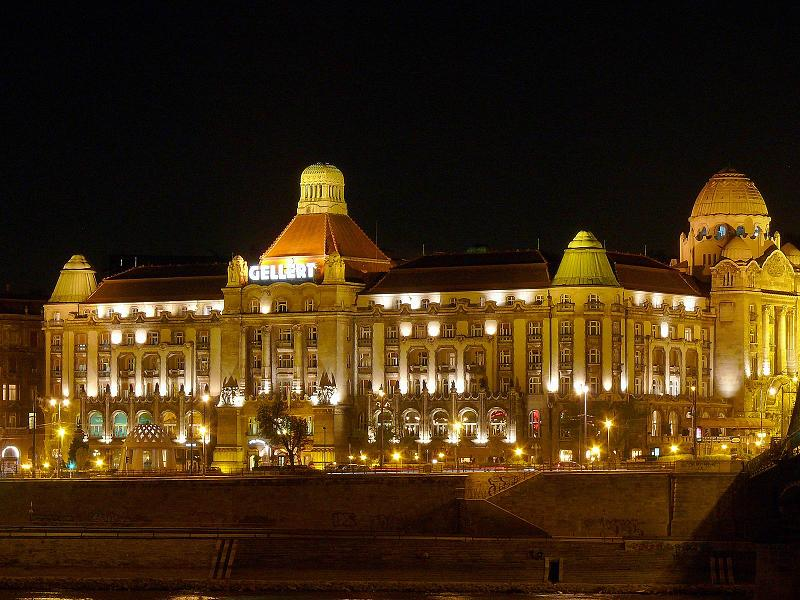
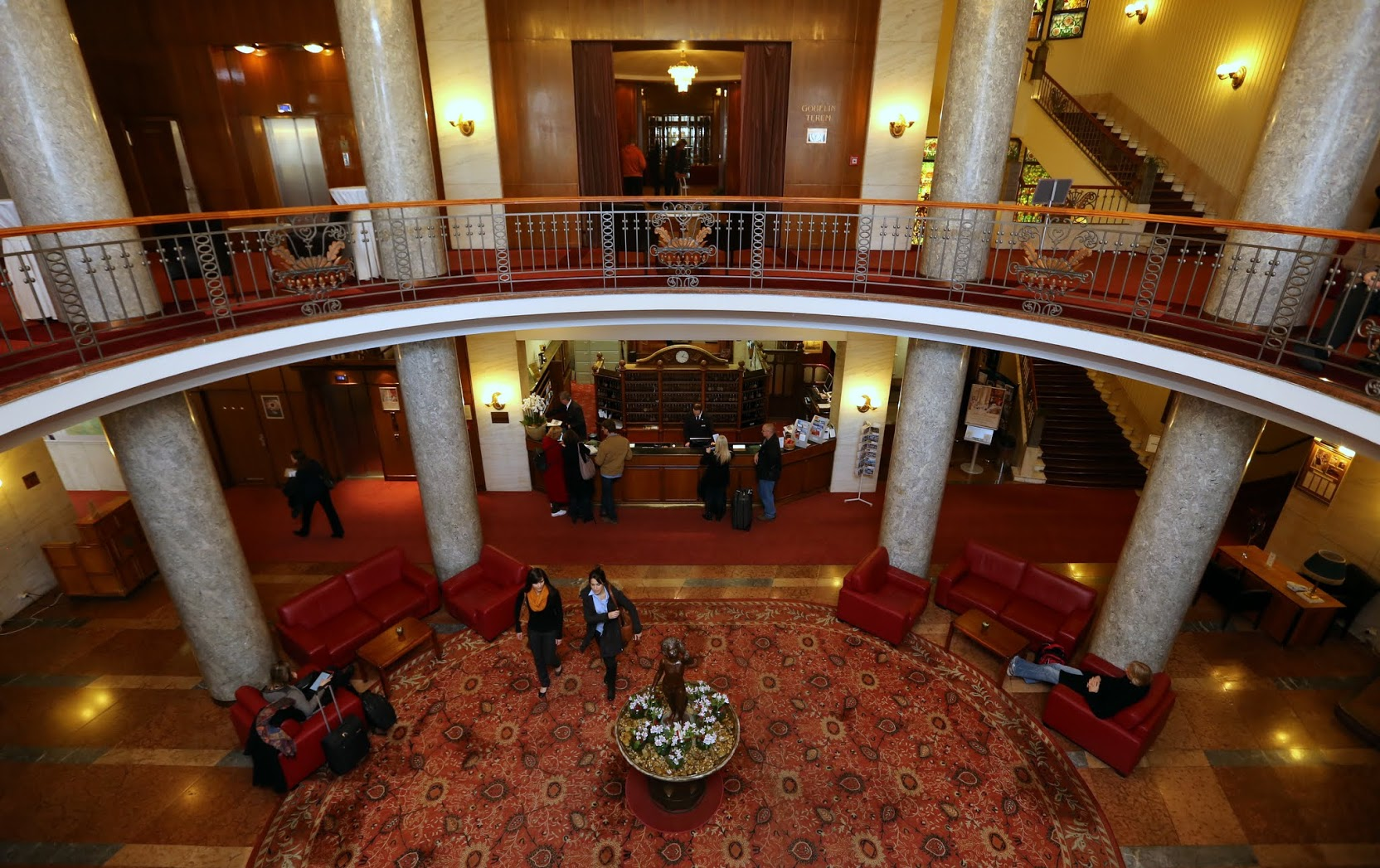
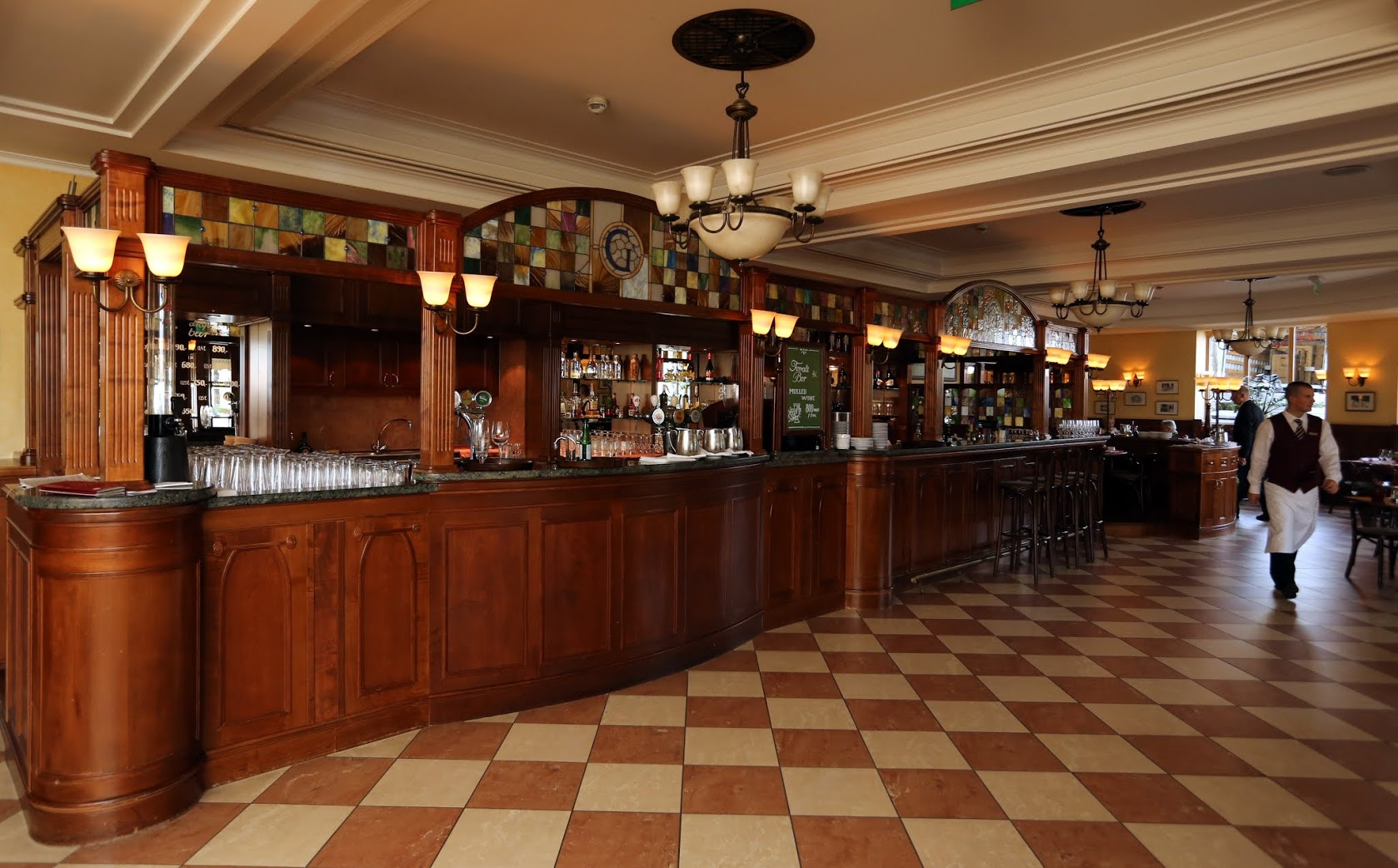
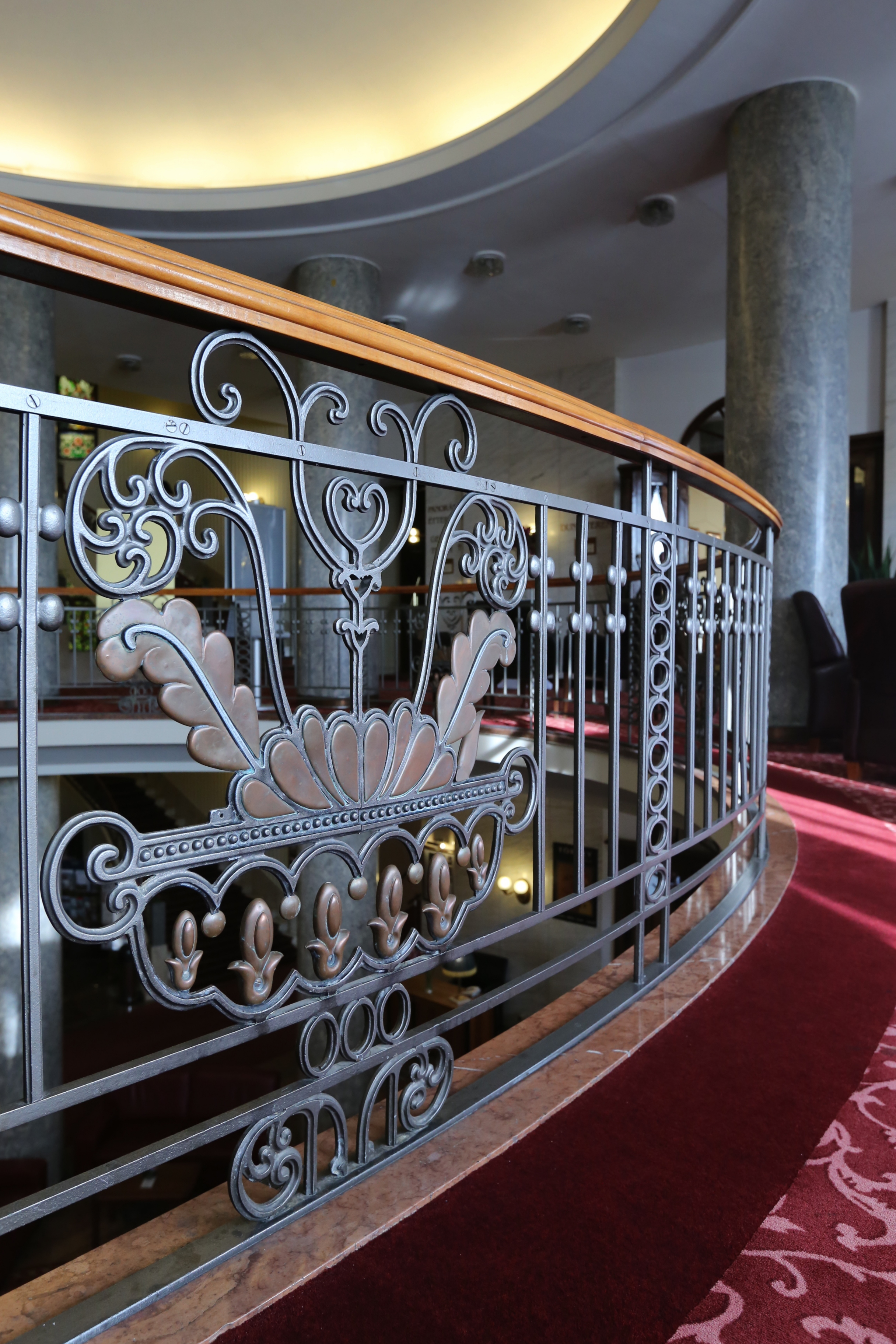

## 外部連結
- Official website of Hotel Gellért （页面存档备份，存于）

47°29′1.63″N 19°3′8.37″E / 47.4837861°N 19.0523250°E